# I grandi successi (Mia Martini)
I grandi successi è un album raccolta di Mia Martini, pubblicato nel 1992 dalla RCA Italiana.

## Tracce
1. Padre davvero
2. Amore... amore... un corno
3. Credo
4. Un uomo per me (Somebody to Love)
5. Che vuoi che sia... se t'ho aspettato tanto
6. Io donna, io persona
7. Per amarti
8. Se mi sfiori
9. Stelle
10. Quante volte
11. E non finisce mica il cielo
12. Bambolina, bambolina
13. Nuova gente
14. E ancora canto